# Coliseo (película)
Coliseo es una película dramática peruana de 2011 dirigida por Alejandro Rossi coescrita junto con Augusto Cabada.
La ópera prima de Rossi, la trama está inspirada en su anterior documental Lima ¡Wás! (2004), que trata sobre las competencias de huaylarsh de jóvenes migrantes en Lima. Su rodaje se llevó a cabo a mediados del 2008, en locaciones de Lima, Huancayo y Ticlio.

## Sinopsis
Marcial, un joven que quiere progresar y llegar a ser un empresario exitoso como su jefe, se encuentra alejado de su abuelo y de la carpa de folclor donde lo ayudaba. Cuando se entera por su amiga Esperanza que el abuelo está a punto de perder el coliseo, por falta de dinero para pagar la hipoteca, decide volver y ayudar a salvarlo participando en un concurso de huaylarsh dispuesto a enfrentar a los temidos Tricampeones y a triunfar.

## Reparto
- Luis Enrique Gastelú - Marcial
- Noelia Ramírez - Esperanza
- Aristóteles Picho - Don Máximo
- Jorge Rodríguez Paz - Don Tomás
- Delfina Paredes - Doña Luz
- Wady Angulo - El Cholo John
- Andrea Chuiman - La Dura

## Estreno
Coliseo se presentó en la 15va edición del Festival de Cine de Lima los días 9, 10 y 11 de agosto de 2011. En 2012, se exhibió en Estados Unidos los días 13 y 15 de abril en el Festival de Cine Latino de Chicago y el 20 de setiembre dentro del Latin American Film Festival del American Film Institute.
La película tuvo una función de prensa el 26 de septiembre en el Cineplanet Real Plaza del Centro Cívico seguido de un preestreno el 3 de octubre en el Cinemark de Mega Plaza antes de estrenarse en salas comerciales de Lima al día siguiente. En Huancayo, Coliseo se estrenó el día 21 de noviembre con un preestreno en el Real Plaza Huancayo el día anterior. En las ciudades de Puno y Juliaca, Coliseo se estrenó el 24 de enero de 2013, con 15 delegaciones de danzantes de la Fiesta de la Candelaria presentes en el prestreno. En Arequipa, el estreno fue el 21 de febrero de ese mismo año.